# Remo Piana
Remo Piana, né le 6 septembre 1908, à Rome, en Italie et décédé le 7 avril 1943, est un ancien joueur italien de basket-ball.

## Palmarès
- Champion d'Italie 1935